# Canton de Montigny-sur-Aube
Le canton de Montigny-sur-Aube est une ancienne division administrative française située dans le département de la Côte-d'Or, en région Bourgogne-Franche-Comté.

## Géographie
Ce canton était organisé autour de Montigny-sur-Aube dans l'arrondissement de Montbard. Son altitude variait de 190 m pour Grancey-sur-Ource à 377 m pour Louesme, avec une moyenne de 248 m.

## Représentation

### Conseillers généraux de 1833 à 2015
| Période | Période          | Identité                                        | Étiquette                | Qualité                                                                                       |
| ------- | ---------------- | ----------------------------------------------- | ------------------------ | --------------------------------------------------------------------------------------------- |
| 1833    | 1842 (démission) | Joseph Nicolas Louis Bordet-Jourdheuil          |                          | Maître de forges à Veuxhaulles-sur-Aube                                                       |
| 1842    | 1848             | Victor Ravelet (1794-1859)                      |                          | Propriétaire, maitre de forges à Chamesson, lieutenant de louverie Maire de Grancey-sur-Ource |
| 1848    | 1852             | Louis Bordet                                    |                          | Propriétaire, maître de forges à Montigny-sur-Aube                                            |
| 1852    | 1879 (démission) | Henri Bordet                                    |                          | Maître des requêtes au Conseil d'État, député Veuxhaulles-sur-Aube                            |
| 1879    | 1898             | Elysée Constant                                 | Républicain              | Notaire Maire de Montigny-sur-Aube, conseiller d'arrondissement                               |
| 1898    | 1910             | Jean-Baptiste Terrasson                         | Républicain              | Entrepreneur de travaux publics, Montigny-sur-Aube                                            |
| 1910    | 1919             | Marcel Michelot                                 | Républicain Progressiste | Maire de Voulaines                                                                            |
| 1919    | 1920 (décès)     | Joseph Armand Perdrisot                         |                          | Agriculteur Maire de Louesme                                                                  |
| 1920    | 1921 (décès)     | Alexandre Comte                                 |                          | Bourrelier à Courban, conseiller d'arrondissement                                             |
| 1921    | 1928             | Ernest Privé                                    |                          | Industriel Maire de La Chaume                                                                 |
| 1928    | 1940             | François Noblot                                 | URD                      | Industriel, Maire d'Autricourt Nommé conseiller départemental en 1942                         |
|         |                  |                                                 |                          |                                                                                               |
| 1945    | 1985             | Henri Massias-Jurien de La Gravière (1913-1986) | DVD puis UDF-PR          | Président du Conseil général (1975-1979) Maire de Veuxhaulles-sur-Aube                        |
| 1985    | 1994 (décès)     | Comte Tanneguy d'Harcourt                       | UDF                      | Maire de Belan-sur-Ource                                                                      |
| 1995    | 2011             | Philippe Chardon                                | UDF puis DVD             | Enseignant Maire de Montigny-sur-Aube                                                         |
| 2011    | 2015             | Georges Morin                                   | DVD                      | Retraité Maire de Brion-sur-Ource                                                             |

### Conseillers d'arrondissement (de 1833 à 1940)
Le canton de Montigny avait deux conseillers d'arrondissement.
Il appartenait à l'arrondissement de Châtillon-sur-Seine jusqu'à sa disparition  en 1926.
| Période                                  | Période      | Identité                                                               | Étiquette    | Qualité |
| ---------------------------------------- | ------------ | ---------------------------------------------------------------------- | ------------ | --- |
| 1833                                     | 1836         | Philippe Vaillant de Savoisy (1781-1860)                               |              | Lieutenant-colonel d'état-major, propriétaire à Montigny-sur-Aube et à Châtillon-sur-Seine                                               |
| 1833                                     | 1842         | Pierre Verdin (1772-1846)                                              |              | Propriétaire cultivateur à Courban |
| 1836                                     | 1842         | Jean-Baptiste Plivard-Tridon (1778-1844)                               |              | Fabricant de laine peignée à Brion-sur-Ource                                                                                             |
| 1842                                     | 1852         | James Vaufrouard                                                       |              | Fabricant de laine, maire de Belan-sur-Ource                                                                                             |
| 1842                                     | 1852         | Charles Chauvet                                                        |              | Propriétaire, maire de Courban |
|                                          |              |                                                                        |              | |
| 1852                                     | 1859 (décès) | Joseph Louis Marie Alexandre de Treil, Baron de Pardailhan (1785-1859) |              | Ancien maitre de l'hôtel du Roi Louis XVIII, Adjoint au commissaire des Guerres, propriétaire du château, maire d'Autricourt (1843-1859) |
| 1860                                     | 1870         | Paul Belgrand                                                          |              | Propriétaire à Belan-sur-Ource |
| 1870                                     | 1889         | Paul Vaufrouard                                                        |              | Propriétaire à Belan-sur-Ource |
| 1871                                     | 1879         | Elysée Constant                                                        |              | Notaire à Montigny-sur-Aube |
| 1879                                     | 1889         | Auguste Noblot                                                         |              | Propriétaireà Veuxhaulles-sur-Aube |
| 1889                                     | 1893 (décès) | Arthur Henri Fernand, Vicomte Le Bas du Plessis (1853-1893)            | Conservateur | Propriétaire à Montigny-sur-Aube |
| 1889                                     | 1901         | Henri Maître                                                           | Conservateur | Ancien officier de marine, propriétaire à Châtillon-sur-Seine                                                                            |
| juin 1893                                | 1901         | Laurent Manciot (1843-1928)                                            | Républicain  | Industriel, propriétaire à Montigny-sur-Aube                                                                                             |
| 1901                                     | 1937         | Léon Joubert                                                           |              | Propriétaire à Gevrolles |
| 1901                                     | 1919         | Étienne Perdrisot (1873-1947)                                          |              | Cultivateur, maire de Thoires |
| 1913                                     | 1919         | Albert Conte                                                           |              | Propriétaire à Veuxhaulles-sur-Aube |
| 1919                                     | 1940         | Henri Montenot (1891-1963)                                             |              | Président du syndicat agricole de Montigny-sur-Aube, agriculteur à Veuxhaulles-sur-Aube                                                  |
| 1937                                     | 1940         | Fernand Finet                                                          |              | Agriculteur, maire de Louesme |
| 1940                                     |              |                                                                        |              | Les conseils d'arrondissement ont été suspendus par la loi du 12 octobre 1940 et n'ont jamais été réactivés                              |
| Les données manquantes sont à compléter. |              |                                                                        |              | |

## Composition
Le canton de Montigny-sur-Aube regroupait 16 communes :
| Communes             | Population (2012) | Code postal | Code Insee |
| -------------------- | ----------------- | ----------- | ---------- |
| Autricourt           | 133               | 21570       | 21034      |
| Belan-sur-Ource      | 293               | 21570       | 21058      |
| Bissey-la-Côte       | 120               | 21520       | 21077      |
| Boudreville          | 76                | 21520       | 21090      |
| Brion-sur-Ource      | 223               | 21570       | 21109      |
| La Chaume            | 136               | 21520       | 21159      |
| Courban              | 147               | 21520       | 21202      |
| Gevrolles            | 170               | 21520       | 21296      |
| Les Goulles          | 12                | 21520       | 21303      |
| Grancey-sur-Ource    | 213               | 21570       | 21305      |
| Lignerolles          | 53                | 21520       | 21350      |
| Louesme              | 111               | 21520       | 21357      |
| Montigny-sur-Aube    | 343               | 21520       | 21432      |
| Riel-les-Eaux        | 96                | 21570       | 21524      |
| Thoires              | 85                | 21570       | 21628      |
| Veuxhaulles-sur-Aube | 259               | 21520       | 21674      |

## Démographie
| 1962  | 1968  | 1975  | 1982  | 1990  | 1999  | 2006  | 2011  | 2012  |
| ----- | ----- | ----- | ----- | ----- | ----- | ----- | ----- | ----- |
| 3 769 | 3 310 | 2 965 | 2 810 | 2 560 | 2 470 | 2 329 | 2 315 | 2 321 |